# Сигнал (Рівне)
«Сигнал» — радянський спідвейний клуб з Рівного. 3-разовий чемпіон командного чемпіонату СРСР (1985—1987 рр.
).

## Історія
Домашні гонки команда проводила на рівненському стадіоні технічних видів спорту «Мототрек».

## Відомі гонщики

Зліва направо: чемпіон СРСР 1988 року Володимир Трофимов, чемпіон Європи та СРСР серед юніорів Ігор Марко, член збірної СРСР серед юніорів Володимир Колодій і найрезультативніший гонщик СРСР 1987 року Ігор Звєрєв

Віктор Кузнєцов
Анатолій Жабчик
Олександр Коршаков
Володимир Трофимов
Віктор Сурхаєв
Ігор Звєрєв
Ігор Марко
Сергій Тершак
Володимир Колодій
Віктор Пастухов
Олег Немчук
Віктор Гайдим